# 狀元府
狀元府位於重慶市渝中區桂花園12號，已拆毀重建，文物遺址年代為清代，2009年12月15日列為第二批重慶市文物保護單位。